# Thyssenkrupp Nucera
Die Thyssenkrupp Nucera AG & Co. KGaA (Eigenschreibweise: thyssenkrupp nucera) mit Sitz in Dortmund ist ein börsennotiertes Anlagenbauunternehmen mit Schwerpunkt elektrochemische Anlagen.

## Geschichte
Die Gründung der ThyssenKrupp-Uhde-Elektrolyseabteilung im Jahr 1960 und der Chlorine Engineers Corp. Ltd. (Japan) im Jahr 1973 bilden die Wurzeln von Thyssenkrupp Nucera.
Im Jahr 2001 ging die Uhdenora (Italien) aus einem Joint Venture von Uhde und Industrie De Nora, einem Hersteller von Elektroden, hervor. Uhde gliederte sein Elektrolysegeschäft 2013 in ein eigenständiges Unternehmen namens Thyssenkrupp Electrolysis GmbH aus.
Aus einem Joint Venture zwischen Thyssenkrupp Industrial Solutions und Industrie De Nora entstand 2015 thyssenkrupp Uhde Chlorine Engineers.
Thyssenkrupp Uhde Chlorine Engineers integrierte dabei ausgegliederte Unternehmen wie Uhdenora oder Thyssenkrupp Electrolysis. Im Jahr 2022 wurde Thyssenkrupp Uhde Chlorine Engineers in Thyssenkrupp Nucera umbenannt.
Thyssenkrupp hielt bis zum Börsengang am 7. Juli 2023 66 % der Anteile.

## Unternehmensstruktur
Innerhalb des Thyssenkrupp-Konzerns mit Sitz in Essen ist Thyssenkrupp Nucera dem Segment Multi Tracks angegliedert. Thyssenkrupp hielt bis zum Börsengang 66 % des Unternehmens, während Industrie De Nora die restlichen 34 % der Anteile behält.
Thyssenkrupp Nucera betreibt neben dem Hauptsitz in Dortmund Standorte in Houston (USA), Mailand (Italien), Riyadh (Saudi-Arabien), Perth (Australien), Shanghai (China) sowie Okayama und Tokio (Japan).
Thyssenkrupp Nucera und Projektpartner Harpen legten im März 2023 den Grundstein für die neue Unternehmenszentrale an der Stadtkrone-Ost in Dortmund-Schüren. Das Neubauprojekt „SK Office“ soll Ende 2024 fertiggestellt werden.[veraltet]

## Aktivitäten

### Kerngeschäft
Thyssenkrupp Nucera arbeitet in den Bereichen Engineering, Beschaffung, Bau und Inbetriebnahme sowie ausgewählte Dienstleistungen für Elektrolyse-Anlagen.
Im Bereich der Chloralkali-Elektrolyse hat Thyssenkrupp Nucera bereits 600 elektrochemische Projekte mit einer installierten Elektrolyseur-Kapazität von mehr als 10 Gigawatt (GW) abgeschlossen.

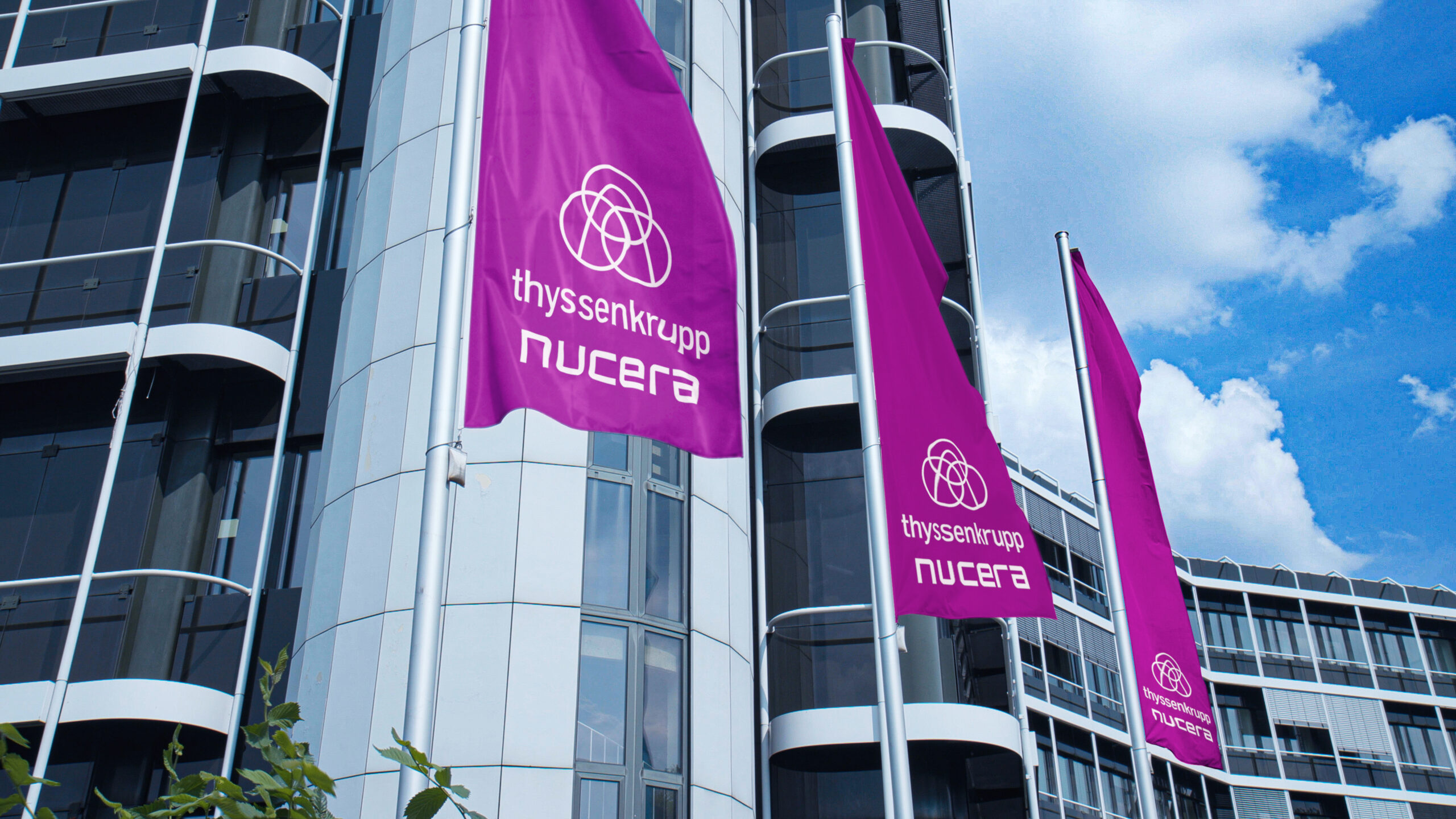
Firmensitz in Dortmund

Die Technologie der Chloralkali-Elektrolyse bildet die Basis für den zweiten zentralen Bereich: Mit der Alkalischen Wasserelektrolyse (AWE) im Industriemaßstab bietet Thyssenkrupp Nucera eine Technologie zur Gewinnung grünen Wasserstoffs an. Nach Schätzungen wird diese Technologie aufgrund der dann stark ausgeweiteten Produktionskapazität bis 2030 die weltweit dominierende Elektrolysetechnologie.

## Aktionäre
(Stand: Ende Juli 2024)
- Thyssenkrupp AG – 50,19 % (indirekt gehalten)
- Industrie De Nora S.p.A. – 25,85 %
- Energy Solutions Company (hundertprozentige Tochter des saudischen Staatsfonds PIF) – 6,0 %
- Streubesitz – 17,96 %

## Projekte
Wesentliche Projekte von Thyssenkrupp Nucera sind aktuell:
- Seit 2018 betreibt Thyssenkrupp Nucera mit Partnern aus Industrie und Wissenschaft eine Pilotanlage für die Alkalische Wasserelektrolyse mit einer Leistung von 2 Megawatt (MW) im Rahmen des Projektes Carbon2Chem am Standort der Thyssenkrupp Steel Europe in Duisburg. Weltweit einmalig werden hier Einzelverfahren zusammengeführt und unter Industriebedingungen im Praxisbetrieb mit realen Hüttengasen erprobt. Tests an der beim Carbon2Chem-Projekt betriebenen Wasserstoff-Anlage haben eine Zertifizierung als Primärenergiereserve auf dem deutschen Strommarkt ermöglicht. Carbon2Chem wird vom Bundesministerium für Bildung und Forschung (BMBF) gefördert.[19][20][21]
- Mit CF Industries hat Thyssenkrupp Nucera im April 2021 einen Engineering- und Liefervertrag über eine Wasserelektrolyseanlage zur Herstellung von grünem Ammoniak in Louisiana (USA) geschlossen. Dabei wird Thyssenkrupp Nucera eine 20-MW-Anlage auf Basis der alkalischen Wasserelektrolyse sowie alle erforderlichen Vorsorgeeinrichtungen liefern.[22]
- Im Dezember 2021 erhielt Thyssenkrupp Nucera von Air Products einen Großauftrag zur Installation einer Elektrolyseanlage mit einer Leistung von mehr als 2 Gigawatt in NEOM (Saudi-Arabien).[23] Es ist eines der weltweit größten Projekte zur Erzeugung grünen Wasserstoffs.

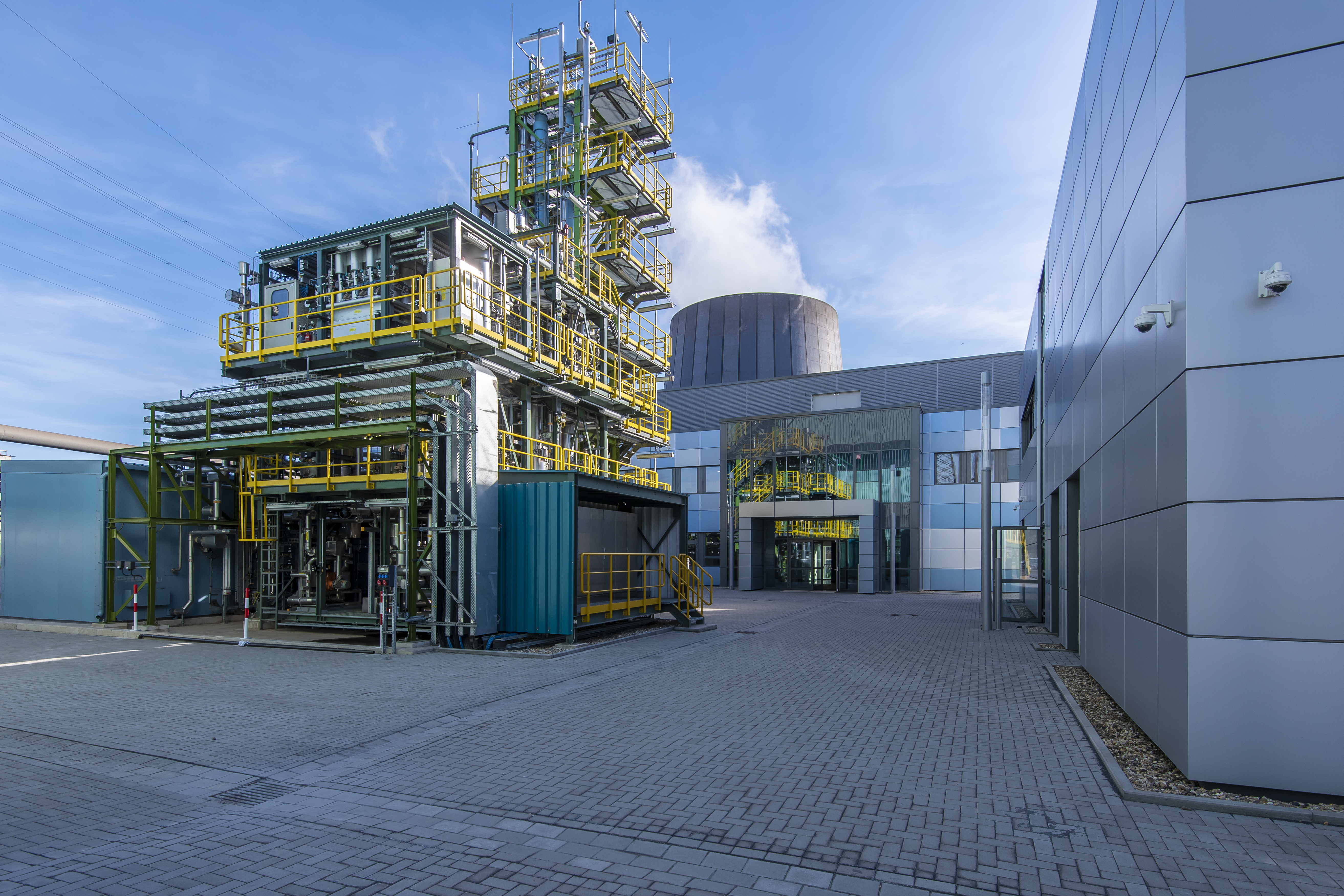
Carbon2Chem-Anlage in Duisburg

- Im Januar 2022 konnte das Unternehmen ein weiteres Projekt für sich gewinnen. Zusammen mit Shell soll eine große 200-MW-Wasserstoffanlage im Hafen von Rotterdam, Niederlande, geplant, beschafft und gebaut werden.[24]
- Air Products wird in Arizona in den USA eine Anlage zur Herstellung von grünem Wasserstoff bauen und dafür Elektrolyseure von Thyssenkrupp Nucera nutzen, wie im Frühjahr 2022 bekannt wurde.[25]
- Unigel erstellt in Bahia die erste Anlage Brasiliens im Industriemaßstab für grünen Wasserstoff und nutzt dafür Elektrolyseure von Thyssenkrupp Nucera.[26] Im März 2023 unterzeichneten beide Unternehmen im Beisein von Bundeswirtschaftsminister Robert Habeck eine Absichtserklärung, die Kapazität der Anlage von 60 MW auf 240 MW zu vervierfachen.[27]
- Im Mai 2023 wurde bekannt, dass Thyssenkrupp Nucera Elektrolyseure für H2 Green Steel liefert.[28] In Boden (Schweden) soll das erste großtechnische grüne Stahlwerk Europas entstehen, das gleichzeitig eine der größten Wasserelektrolyse-Anlagen in Europa ist. Die Verwendung mehrerer standardisierter 20-MW-Module „scalum“ von Thyssenkrupp Nucera wird eine Gesamtkapazität von mehr als 700 MW ermöglichen.
- Im Mai 2025 wurde in Arnstadt in Thüringen eine Pilotanlage des Fraunhofer-Instituts für Keramische Technologien und Thyssenkrupp Nucera in Betrieb genommen, in der besonders effektive Wasserstoff-Elektrolyseure gefertigt werden. Diese Elektrolyseure arbeiten mit heißem Dampf statt mit Wasser und sollen daher für die Elektrolyse 20 bis 30 Prozent weniger Elektroenergie benötigen.[29]

2021 wurde Thyssenkrupp Nucera als Gründungsmitglied der deutschen Stiftung H2Global aufgenommen.
Außerdem übernahm das Unternehmen die Führung des Teilprojekts zur Alkalischen Wasserelektrolyse im vom Bundesministerium für Bildung und Forschung (BMBF) geförderten Wasserstoff-Leitprojekt H2Giga.